# La battaglia d'Inghilterra (film 1943)
La battaglia d'Inghilterra (The Battle of Britain) è un film del 1943 diretto da Anthony Veiller.